# Równia (województwo podkarpackie)
Równia – wieś w Polsce położona w województwie podkarpackim, w powiecie bieszczadzkim, w gminie Ustrzyki Dolne. Leży w dolinie potoku Równia dopływu Strwiąża.

## Historia
W 1541 r. Równię lokował w dobrach sobieńskich starosta przemyski Piotr Kmita Sobieński.
W 1672 r. – podczas ostatniego najazdu czambułów tatarskich Nuradyn-Soltana na Ustrzyki ordyńcy ograbili i spalili wieś, a mieszkańców uprowadzili na wschód do niewoli.
W połowie XIX wieku właścicielem posiadłości tabularnej Równia był Franciszek Polanowski.
29 września 1939 Równia została zajęta przez Armię Czerwoną, a 29 czerwca 1941 r. przez oddziały słowackie Rýchla skupina.
Po 29 czerwca 1941 r. wieś znalazła się pod okupacją niemiecką. W czasie wojny działały tu oddziały partyzantki AK OP-23 "KN-23".
We wrześniu 1944 roku, po walkach z Niemcami, wkroczyły oddziały sowieckie, aresztujące polskich partyzantów oraz przeprowadzające wywózki na Syberię. Po II wojnie światowej miejscowość znalazła się w ZSRR i wtedy rozebrano zabytkowy dwór z XVII w.
W czerwcu 1946 roku wysiedlano Polaków, a następnie wywieziono pociągiem towarowym do Polski.
Od lipca 1944 do 15 lutego 1951 wieś pozostawała w składzie Ukraińskiej SRR.
W ramach korekty granic została przekazana Polsce w zamian za obfitujący w złoża węgla rejon Sokala.
W latach 1975–1998 miejscowość administracyjnie należała do województwa krośnieńskiego.

## Zabytki
We wsi znajduje się zabytkowa drewniana greckokatolicka cerkiew, orientowana, umiejscowiona na wzniesieniu, w zakolu potoku Równia. Przy cerkwi znajduje się cmentarz z kilkoma zachowanymi nagrobkami.

### Architektura cerkwi
Cerkiew jest drewniana, konstrukcji zrębowej, trójdzielna, trójkopułowa, z opasaniem opartym na uskokowych rysiach. Ponad babińcem empora konstrukcji słupowej. Sanktuarium, nawa (największe pomieszczenie) i babiniec są kwadratowe w planie. Na zrębie ścian nawy i babińca tambury (nad nawą ośmioboczny, nad sanktuarium czworoboczny). Dachy nad każdą z przestrzeni w formie kopuł o sferycznym profilu, z okapem (nad nawą ośmiopołaciowy, nad sanktuarium i babińcem czteropołaciowe). Masyw nawowy jest najwyższy. U podstawy tamburów dachy koszowe, powyżej zwielokrotnione okapowe. Ściany powyżej opasania i wszystkie połacie dachowe opierzone gontem. Ponad nawą zrębowe sklepienie ośmiopolowe, w sanktuarium sklepienie zwierciadlane. Portal w zachodniej elewacji i otwory okienne ościeżowe.
Świątynia w Równi należy do nielicznych zachowanych na terenie południowo-wschodniej Polski trójdzielnych cerkwi kopułowych.
Wykaz zabytków nieruchomych wpisanych do rejestru zabytków Narodowego Instytutu Dziedzictwa:
- cerkiew grecko-katolicka pw. Opieki Marii z 1. poł. XVIII w., nr rej.: A-117 z 23.03.1960 r., obecnie rzymskokatolicki kościół filialny pod wezwaniem MB Wspomożycielki Wiernych, należący do parafii NMP w Ustianowej
- cmentarz cerkiewny, nr rej. jw.